# ギジェルモ・セリス
ギジェルモ・レオン・セリス・モンティエル（スペイン語: Guillermo Léon Celis Montiel、1993年5月8日 - ）は、コロンビアのサッカー選手。元コロンビア代表。ポジションはMF。

## クラブ歴
2012年にアトレティコ・ジュニオールに加入。
2016年にSLベンフィカに移籍した。
しかし翌2017年にヴィトーリアSCに期限付き移籍すると、同年に完全移籍。
2019年にCAコロンに期限付き移籍。

## 代表歴
2016年3月24日に行われた2018 FIFAワールドカップ・南米予選のボリビア代表戦で代表初出場。コパ・アメリカ・センテナリオにも出場した。